# Fabliau

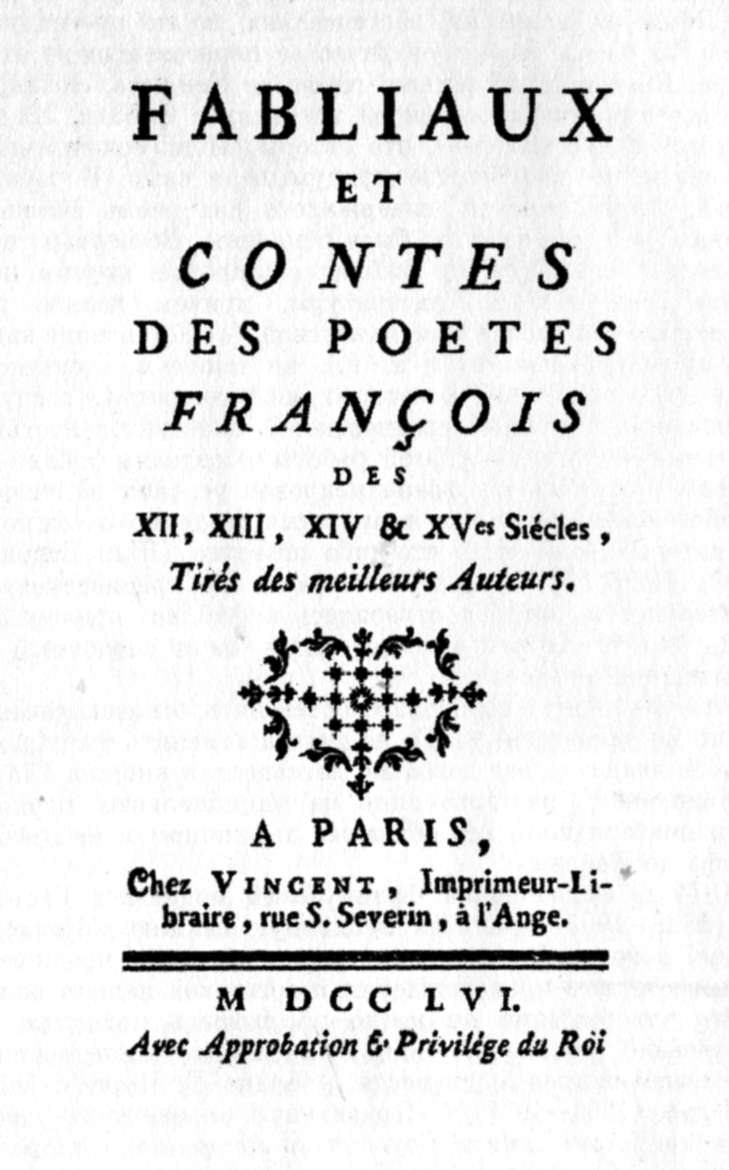
Fabliaux et contes uit 1756

Een fabliau was een korte, vaak erotische en/of satirische vertelling die ontstond in Frankrijk in de dertiende en veertiende eeuw die werd uitgevoerd en vaak ook werd geschreven door rondtrekkende minstrelen.
In de fabliau, vaak niet meer dan een uitgewerkte grap of anekdote, werd, afhankelijk van de toehoorders, de spot gedreven met bedrogen echtgenoten, de geestelijkheid of domme boeren. Er zijn ongeveer 150 van deze stukken bekend, de meeste anoniem. Ze bestaan gewoonlijk uit 200 tot 400 in paren rijmende verzen van acht lettergrepen, sommige zijn veel korter (tot 20 regels), andere wat langer (tot 1300 regels). 
De vertelvorm vond navolging in andere Europese landen en sommige verhalen vormden de bron waar latere schrijvers uit putten, onder wie Geoffrey Chaucer, die in zijn Canterbury Tales een aantal van de gegevens uitwerkte. 
Ook Giovanni Boccaccio, William Shakespeare en Molière gebruikten materiaal uit de fabliaus.
Vanwege de beknoptheid van de verhalen en de duidelijke plot, waarin snel de climax wordt bereikt, kan de fabliau gezien worden als de voorloper van het korte verhaal. 
In het Nederlandse taalgebied bestaat er verwantschap met de boerde of de sproke, eveneens korte teksten bedoeld als voordracht.
Een voorbeeld van een fabliau is L'enfant de neige (Het sneeuwkind): een koopman keert na twee jaar afwezigheid terug naar huis en treft zijn vrouw aan met een pasgeboren kind. Zij legt hem uit dat zij op een dag, denkend aan haar man, per ongeluk een vallende sneeuwvlok inslikte, waardoor zij zwanger raakte. Als de jongen 15 is neemt de man hem mee op een zakenreis naar Genua en verkoopt hem daar als slaaf. Bij zijn terugkeer vertelt hij aan zijn vrouw dat de zon in Italië zo warm is, dat de door een sneeuwvlok verwekte zoon door de hitte gesmolten is.